# Oxford Manufacturing Company
Oxford Manufacturing Company war ein US-amerikanischer Hersteller von Fahrzeugen.

## Unternehmensgeschichte
Das Unternehmen entstand 1900 als Zusammenschluss zweier Unternehmen. Eines war die Carroll Manufacturing Company aus Philadelphia, die Fahrräder hergestellt hatte. Das andere war die Smith Manufacturing Company aus Newark in New Jersey, die vorher Motoren herstellte. Der Sitz war in Oxford in Pennsylvania. Die Familie Parkin betrieb das Unternehmen. Geplant war die Produktion von Fahrrädern, Dreirädern, Motorrädern, Automobilen und Motoren. Der Markenname für Fahrzeuge lautete Oxford. Motoren wurden dagegen als Parkin vertrieben. Tatsächlich entstanden etwa acht Motorräder und einige Automobile. Im gleichen Jahr endete die Fahrzeugproduktion. Motoren wurden noch bis 1903 hergestellt. Dann wurde das Unternehmen aufgelöst.
Die Familie Parkin wechselte daraufhin nach Philadelphia und gründete dort Parkin & Sons.
Es gab keine Verbindung zur Oxford Automobile Company aus Maine, die den gleichen Markennamen benutzte.

## Fahrzeuge
Das Automobil wurde Autocycle genannt. Wahrscheinlich hatte es einen Ottomotor, denn die Parkin-Motoren waren Ottomotoren. Das Fahrzeug war mit drei und mit vier Rädern erhältlich. Der offene Aufbau bot Platz für zwei Personen. Der Neupreis betrug 400 US-Dollar.